# Colymbetes densus
Colymbetes densus är en skalbaggsart som beskrevs av Leconte 1859. Colymbetes densus ingår i släktet Colymbetes och familjen dykare.

## Underarter
Arten delas in i följande underarter:
- C. d. inaequalis
- C. d. densus